# Karl-Heinz Meisel
Karl-Heinz Meisel (* 15. August 1951 in Heidelberg) ist ein deutscher Informatiker und Hochschullehrer. Er war von 2000 bis 2005 Prorektor und von 2005 bis 2017 Rektor der Hochschule Karlsruhe. 

## Leben
Karl-Heinz Meisel studierte von 1970 bis 1975 Informatik an der Universität Karlsruhe. Anschließend arbeitete er elf Jahre beim Fraunhofer-Institut für Informations- und Datenverarbeitung in Karlsruhe, danach drei Jahre als Software-Entwicklungsleiter und Niederlassungsleiter bei der Firma Harms & Wende in Hamburg. 1986 promovierte Karl-Heinz Meisel an der Universität des Saarlandes in Saarbrücken.
Im Jahr 1989 wurde Dr. Karl-Heinz Meisel als Professor an die Fachhochschule Karlsruhe berufen. 1999 wurde er Prodekan des Fachbereichs Informatik, im Jahr 2000 Prorektor und im März 2005 Rektor der Hochschule Karlsruhe. Seine Lehr-, Forschungs- und Technologietransferschwerpunkte waren Robotik, Automatisierungstechnik, Künstliche Intelligenz im Automatisierungsbereich sowie Feldbussysteme.
Karl-Heinz Meisel ist verheiratet und hat zwei Kinder.